# Landhuis Verhavert Stede

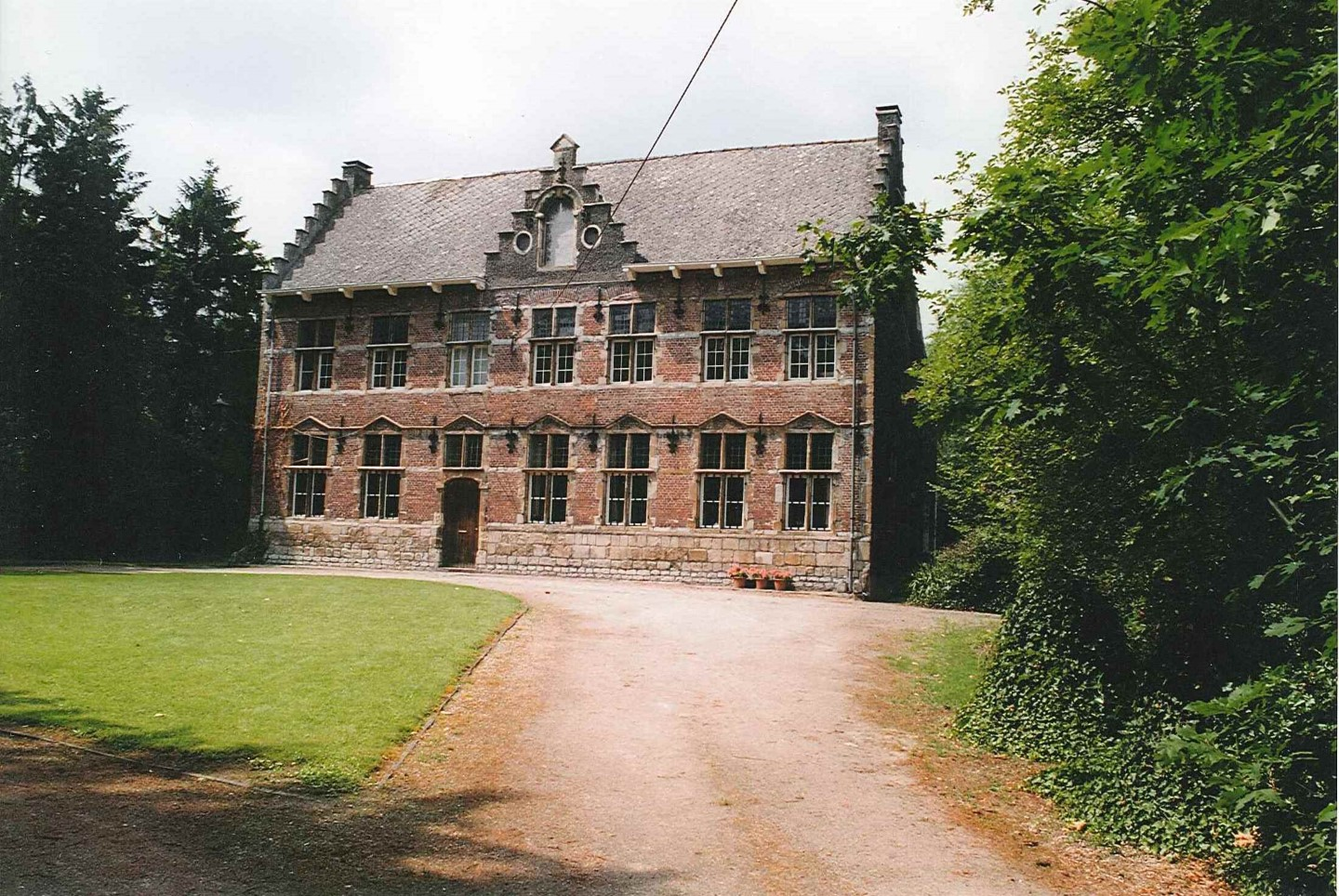
Landhuis Verhavert Stede

Het Landhuis Verhavert Stede is een landhuis in de Oost-Vlaamse plaats Buggenhout, gelegen aan de Maricolenweg 36.

## Geschiedenis
In 1126 werd hier, op het Cruysvelt, de abdijhoeve van de Abdij van Affligem opgericht. In de 15e eeuw werd dit een pachthoeve en in 1660 werd op dit terrein een landhuis gebouwd in opdracht van Pieter Van den Hove en Joanna Mortgat. De boerderij werd daarbij afgebroken. In de 18e eeuw woonden hier enkele griffiers van de heerlijkheid Buggenhout-Bournonville. In deze tijd werd ook een rechthoekige omgrachting aangelegd.
Van 1838-1844 was het een kostschool die geleid werd door de zusters Maricolen van Dendermonde. Zij lieten het gebouw aan de achterzijde uitbreiden maar ze slaagden niet in hun opzet en vertrokken weer in 1844.

## Gebouw
Het betreft een herenhuis van 1660 in renaissancestijl, opgetrokken in baksteen en zandsteen. Omstreeks 1708 werd het verbreed. Aan de zijkanten vindt men trapgevels en ook de middentravee met schijndakkapel is voorzien van een trapgevel. In het huis vindt men nog de 18e eeuwse griffiekamer.
Bij het huis bevinden zich de paardenstallen van 1865. De omgrachting is aan drie zijden behouden gebleven.